# Norra Solberga-Flisby församling
Norra Solberga-Flisby församling är en församling i Linköpings stift inom Svenska kyrkan. Församlingen ingår i Södra Vedbo pastorat och ligger i Nässjö kommun i Jönköpings län.
Församlingskyrkor är Flisby kyrka och Norra Solberga kyrka. 

## Administrativ historik
Församlingen bildades den 1 januari 2007 genom sammanslagning av Norra Solberga och Flisby församlingar och utgjorde därefter till 2014 ett eget pastorat. Från 2014 ingår församlingen i Södra Vedbo pastorat.